# Olle Bengtzon
Bengt Olof Bengtzon, känd som Olle Bengtzon, född 22 februari 1919 i Allhelgona församling, död 23 mars 2009 i Stockholm, var en svensk journalist och samhällsbyggnadsdebattör, känd som skribent för Expressen. 
Bengtzon var kritisk till vad han kallade omänskliga förorter, som byggdes under 1960- och 1970-talen. Som rubriker kan nämnas "Stoppa byggmaffian" och "Jätteförorterna skapar otrygga, hårda människor". 
Olle Bengtzon var initiativtagare till utmärkelsen Årets stad, som skulle ge uppmärksamhet år "beröm- och belöningsvärt bostads- och samhällsbyggande" i landet.
Han var gift med Gun Bengtzon, född Karlsson (1925–1991) och sammanlevde sedan 1993 med förlagschefen Margot Höjering. 

## Olle Bengtzon-priset
Sedan februari 2019 delas det årliga Olle Bengtzon-priset ut till journalister som granskar samhällsbyggande och verkar för att öka intresset i frågan. Arwidssonstiftelsen (bildad 2014) som instiftat priset vill uppmuntra journalister att verka i Olle Bengtzons anda. Juryn består av journalisten Kerstin Brunnberg, Jonas Nordling vid Dagens Arena, Sara Meidell vid Västerbottens-Kuriren, Kris Johnson-Jones från Arwidssonstiftelsen och Sara Bengtzon från Olle Bengtzons familj.[källa behövs]

## Utmärkelser (urval)
- 1971: Stora journalistpriset tillsammans med Bo Carlson vid Göteborgs Handels- och Sjöfartstidning
- 1994: En stol (hederspris), av Svenska Arkitekters Riksförbund
- 1997: Vitterhetsakademiens Gustaf Adolf-medalj för Vadstena forum för samhällsbyggande
- 2001: Palmærpriset